# All-Star Game de la NBA 1966
El 16º All-Star Game de la NBA de la historia se disputó el día 11 de enero de 1966 en el Cincinnati Gardens de la ciudad de Cincinnati, Ohio. El equipo de la Conferencia Este estuvo dirigido por Red Auerbach, entrenador de Boston Celtics y el de la Conferencia Oeste por Fred Schaus, de Los Angeles Lakers. La victoria correspondió al equipo del Este, por 137-94, siendo elegido MVP del All-Star Game de la NBA el base de los Cincinnati Royals Adrian Smith, que consiguió 24 puntos, 8 rebotes y 3 asistencias, siendo el jugador con menos renombre de los 20 que hubo en pista. Por el Oeste tan solo destacar la actuación de Eddie Miles, de Detroit Pistons, que acabó con 17 puntos. Su equipo rozó el ridículo en lo que a tiros de campo se refiere, anotando tan solo un 29,2 % de lo que lanzaron a canasta, lo que también conllevó que el Este igualara el récord de más rebotes en un All-Star, con 95.

## Estadísticas

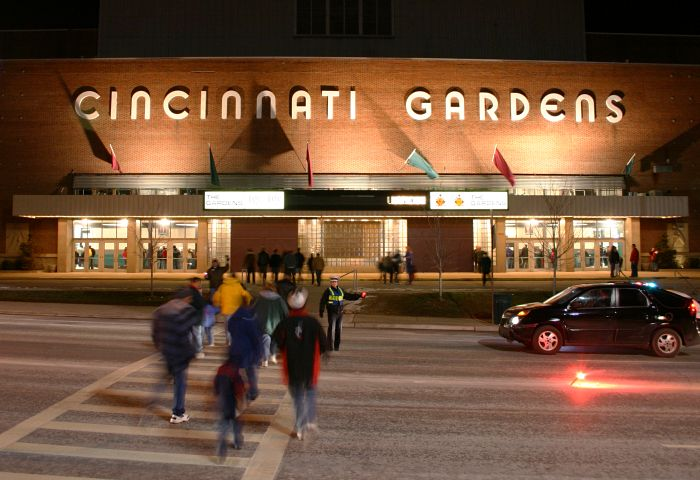
Cincinnati Gardens, sede del All Star de 1966.

### Conferencia Oeste
| CONFERENCIA OESTE            |     |     |     |     |     |     |     |     |
| Jugador, Equipo              | MIN | TCA | TCI | TLA | TLI | REB | AST | PTS |
| Rick Barry, San Francisco    | 17  | 4   | 10  | 2   | 4   | 2   | 2   | 10  |
| Bailey Howell, Baltimore     | 26  | 3   | 11  | 1   | 2   | 2   | 2   | 7   |
| Nate Thurmond, San Francisco | 33  | 3   | 16  | 1   | 3   | 16  | 1   | 7   |
| Guy Rodgers, San Francisco   | 34  | 3   | 11  | 0   | 0   | 7   | 11  | 8   |
| Jerry West, Los Angeles      | 11  | 1   | 5   | 2   | 2   | 1   | 0   | 4   |
| Dave DeBusschere, Detroit    | 22  | 1   | 14  | 2   | 2   | 6   | 1   | 4   |
| Eddie Miles, Detroit         | 28  | 8   | 16  | 1   | 5   | 1   | 0   | 17  |
| Zelmo Beaty, St. Louis       | 24  | 0   | 11  | 10  | 13  | 18  | 1   | 10  |
| Rudy LaRusso, Los Angeles    | 22  | 4   | 10  | 3   | 7   | 3   | 2   | 11  |
| Don Ohl, Baltimore           | 23  | 7   | 16  | 2   | 3   | 4   | 2   | 16  |
| Totales                      | 240 | 35  | 120 | 24  | 41  | 60  | 22  | 94  |

MIN: Minutos. TCA: Tiros de campo anotados. TCI: Tiros de campo intentados. TLA: Tiros libres anotados. TLI: Tiros libres intentados. REB: Rebotes. AST: Asistencias. PTS: Puntos

### Conferencia Este
| CONFERENCIA ESTE               |     |     |     |     |     |     |     |     |
| Jugador, Equipo                | MIN | TCA | TCI | TLA | TLI | REB | AST | PTS |
| Jerry Lucas, Cincinnati        | 23  | 4   | 11  | 2   | 2   | 19  | 0   | 10  |
| John Havlicek, Boston          | 25  | 6   | 16  | 6   | 6   | 6   | 1   | 18  |
| Wilt Chamberlain, Philadelphia | 25  | 8   | 11  | 5   | 9   | 9   | 3   | 21  |
| Oscar Robertson, Cincinnati    | 25  | 6   | 12  | 5   | 6   | 10  | 8   | 17  |
| Sam Jones, Boston              | 22  | 5   | 11  | 2   | 2   | 2   | 5   | 12  |
| Chet Walker, Philadelphia      | 25  | 3   | 10  | 2   | 3   | 6   | 4   | 8   |
| Willis Reed, New York          | 23  | 7   | 11  | 2   | 2   | 8   | 1   | 16  |
| Bill Russell, Boston           | 23  | 1   | 6   | 0   | 0   | 10  | 2   | 2   |
| Hal Greer, Philadelphia        | 23  | 4   | 13  | 1   | 1   | 5   | 1   | 9   |
| Adrian Smith, Cincinnati       | 26  | 9   | 18  | 6   | 6   | 8   | 3   | 24  |
| Totales                        | 240 | 53  | 118 | 31  | 37  | 83  | 28  | 137 |

MIN: Minutos. TCA: Tiros de campo anotados. TCI: Tiros de campo intentados. TLA: Tiros libres anotados. TLI: Tiros libres intentados. REB: Rebotes. AST: Asistencias. PTS: Puntos